# William Woodman Graham
Pas d'image ? Cliquez ici
William Woodman Graham (né en 1859 et mort après 1932) était un alpiniste britannique. Il mena en 1883 la première expédition dédiée exclusivement à l'alpinisme en Himalaya et a peut-être établi un record d'altitude sur le Kabru (7 412 m).

## Biographie
On sait relativement peu de choses de sa vie et de ses réalisations. Il fit de nombreuses ascensions dans les Alpes, réalisant notamment la première ascension de la pointe sommitale (aujourd'hui appelée pointe Graham) de la Dent du Géant le 14 août 1882, avec ses guides Auguste Cupelin et Alphonse Payot. Malgré cela, sa candidature à l'Alpine Club fut rejetée pour des raisons non éclaircies, mais la large opposition qu'elle rencontra suggère qu'il s'était fait des ennemis influents.
En 1883, peu de temps après avoir fini ses études de barrister, Graham fit une expédition dans l'Himalaya du Garhwal avec le guide suisse Josef Imboden. Alors que de nombreux sommets peu élevés de l'Himalaya avaient été gravis par des topographes et des explorateurs, principalement pour observer les sommets plus lointains et élevés, Graham fut le premier à se rendre dans la chaîne avec pour seul motif l'alpinisme. Il passa le printemps à explorer la région du Kangchenjunga, mais dut retourner à Darjeeling à cause du froid et du fait qu'un de ses porteurs avait fait accidentellement brûler ses chaussures de montagne. Imboden, malade fut remplacé par les Ulrich Kaufman et Emile Boss, qui avaient presque atteint le sommet du mont Cook, point culminant de la Nouvelle-Zélande, l'année précédente. À la fin juin, l'équipe partit pour le Garhwal pour explorer la région de la Nanda Devi, sans parvenir à franchir les gorges du Rishi Ganga pour atteindre le « sanctuaire de la Nanda Devi ». Ils se tournèrent vers le Dunagiri (7 066 m), sur lequel ils atteignirent 6 920 m, avant d'être repoussés par le mauvais temps.
Graham et ses compagnons firent ensuite l'ascension d'un autre sommet proche, qu'ils pensaient être celui noté A21 sur la carte (qui était très confuse à l'époque), et aujourd'hui connu comme le Changabang (6 864 m). Ils empruntèrent l'arête ouest, que Graham décrit comme « une belle escalade, mais sans grandes difficultés ». Ce n'était en fait sûrement pas le Changabang, qui présente une face Ouest très raide qui ne fut gravie qu'en 1976, mais plus probablement un sommet secondaire de l'arête Sud du Dunagiri.

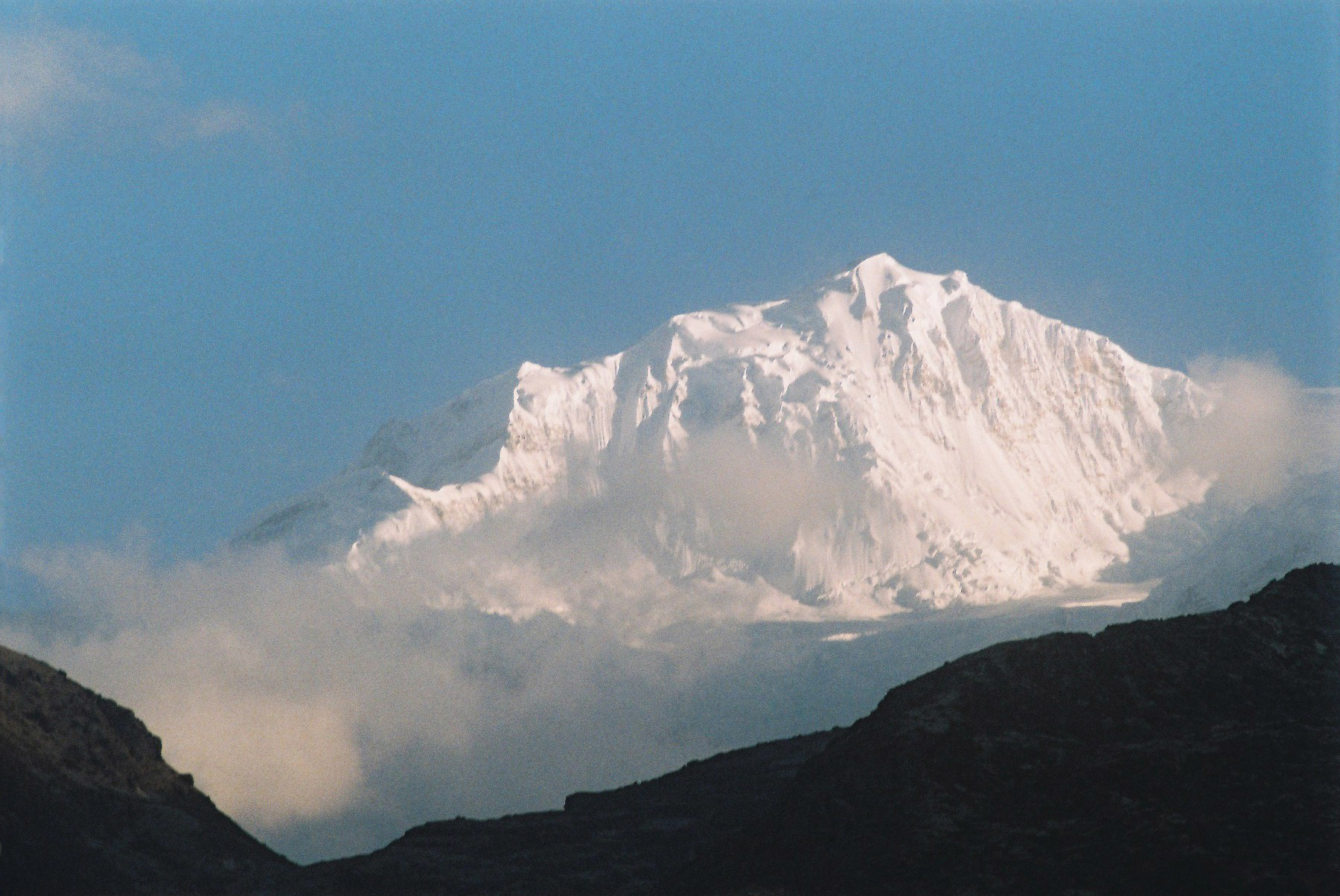
Vue du Kabru.

Ils retournèrent ensuite dans la région du Kanchengjunga, où ils gravirent la face est du Kabru en trois jours, atteignant le sommet le 8 septembre. Avec ses 7 349 m cela faisait du Kabru de beaucoup la plus haute montagne gravie jusqu'alors, et cette ascension fut et demeure la plus controversée de l'expédition de Graham. Elle fut mise en doute par des membres du Grand projet de topographie trigonométrique (Great Trigonometric Survey), ainsi que par les alpinistes William Martin Conway et William Hunter Workman, qui avaient tous les deux des prétentions rivales sur le record d'altitude. Il fut soupçonné d'avoir gravi par erreur un sommet proche, le Forked Peak, à seulement 6 200 m. Il reçut cependant le soutien d'alpinistes comme John Norman Collie, Tom George Longstaff et Douglas William Freshfield, lequel avait beaucoup voyagé dans la même région. En 1955 l'historien Kenneth Mason pensait que Graham n'avait pas atteint le Kabru, avec comme arguments le flou de sa description de la montagne, ses incohérences avec les observations modernes, la rapidité remarquable de l'ascension, et le fait qu'il semble n'avoir pas ou peu souffert du mal des montagnes. Plus récemment, Walt Unsworth juge qu'il ne faut pas s'étonner du vague de la description de Graham, plus alpiniste que topographe, et que maintenant que l'Everest a été gravi en 24 h sans oxygène, sa performance semble moins extraordinaire qu'avant, et qu'il faut peut-être finalement le créditer de l'ascension.
Après le Kabru, Graham fit plusieurs tentatives sur d'autres sommets des environs, mais fut arrêté par l'arrivée de l'hiver.
À son retour Graham critiqua la mauvaise qualité des cartes du Great Trigonometric Survey, suggérant que les topographes devraient être entraînés à l'alpinisme par l'armée suisse, dont il affirma qu'elle faisait les meilleures cartes de l'époque. Ces critiques furent mal reçues, et ont peut-être contribué à lui faire des ennemis mettant en doute ses réalisations.
Après son récit initial, il ne participa pas à la controverse qui s'ensuivit, et il disparut de l'histoire de l'alpinisme. Pendant longtemps la rumeur courut qu'il avait perdu toute sa fortune et fini ses jours comme cowboy aux États-unis, mais il servit en fait comme consul britannique à Durango au Mexique de 1910 à 1932. La date de sa mort n'est pas connue.